# Crater Lake National Park
Crater Lake National Park er en nationalpark i den sydlige del af delstaten Oregon i  USA. Parken har navn efter Crater Lake og blev etableret 22. maj 1902, hvilket gør den til USAs sjette ældste nationalpark. Parken har et areal på 741 km². De vigtigste naturattraktioner i nationalparken er en caldera, Der udgør resterne af den ødelagte vulkan, Mount Mazama som blev  dannet for 7.700 år siden efter et udbrud og er fyldt med vand.
Søen er med en dybde på 597 m, den dybeste sø i USA, den næstdybeste sø i Amerika og nummer syv på listen over verdens dybeste søer. Kanten på calderaen varierer i fra  2.100 til 2.400 moh. Den gennemsnitlige højde på selve søen er 1.883 moh. Crater Lake har oftest en skarp blå farve, og har hverken til- eller afløb. 